# 岩倉站 (愛知縣)
岩倉站（日语：／ Iwakura eki */?）是位於愛知縣岩倉市本町一丁田，名古屋鐵道（名鐵）的犬山線車站。車站編號為IY07。車站位於岩倉市的中心。所有列車均停此站，有半數從名古屋方向的普通列車在此站折返（後述）。

## 歷史
- 1912年（大正元年）8月6日 - 名古屋電氣鐵道（現時為名古屋鐵道）一宮線枇杷島－枇杷島橋（現時為枇杷島分岔點）－此站－西印田（現已廢止）之間開通，同時犬山線岩倉至犬山之間開通，此站啟用並成為轉乘站。
- 1920年（大正9年）9月23日 - 連接小牧站的小牧線開通。
- 1941年（昭和16年）8月12日 - 一宮線中此站以南路段編入為犬山線。
- 1948年（昭和23年）5月16日 - 小牧線改名為岩倉支線，新的小牧線是舊大曾根線的支線[2]。
- 1964年（昭和39年）4月25日 - 岩倉支線廢止。
- 1965年（昭和40年）
  - 4月25日 - 一宮線廢止。
  - 9月11日 - 東出口的大廈開業る[3]。第1層為閘口和餐廳，第2、3層為名鐵員工宿舍，第4層為一般住宅[4]。
- 1970年（昭和45年）12月25日 - 除了座位指定特急外，所有特急停此站。
- 1980年（昭和55年）
  - 4月1日 - 西出口的巴士總站啟用[5]。
  - 4月2日 - 車站行人隧道開通[5]。
- 1985年（昭和60年）3月9日 - 車站大樓地下化、配線變更工程完成[6]。
- 1987年（昭和62年）5月 - 設置自動閘機[7]。
- 2004年（平成16年）2月15日 - 車站可以使用交通儲值卡「Trans Pass（日语：トランパス (交通プリペイドカード)）」。
- 2008年（平成20年）10月1日 - 岩倉站東出口再開發工程完成與站前廣場落成。
- 2009年（平成21年）10月 - 岩倉駅再開發大廈（日语：岩倉駅再開発ビル）「Sakurando岩倉」落成。連接月台與行人隧道的升降機開始使用。
- 2011年（平成23年）2月11日 - 車站可以使用「manaca」IC卡。
- 2012年（平成24年）2月29日 - 車站不可使用交通儲值卡「Trans Pass」。

## 車站構造
車站為地面車站，設有2面4線的島式月台，在北邊設有1條引上線。在南邊設有雙橫渡線。在下行線路軌可直接前往3號月台（上行待避線），或可從2番線（下行待避線）直接前往名古屋方向的路軌。在名鐵路軌配置為少有。在外側線為本線，内側線為待避線。
在貫通東西方，在此站地底通過的行人隧道於1985年（昭和60年）建成啟用，該行人隧道連接車站閘口。廁所設在閘內和閘外共2處。設有無障礙設施，在行人隧道和各月台之間設有升降機連接，沒有電梯。
| 月台 | 路線   | 上下行 | 方向                                     | 備註   |
| ---- | ------ | ------ | ---------------------------------------- | ------ |
| 1    | 犬山線 | 下行   | 犬山方向                                 | 本線   |
| 2    | 犬山線 | 下行   | 犬山方向                                 | 待避線 |
| 3    | 犬山線 | 上行   | 名鐵名古屋、中部國際機場、地下鐵伏見方向 | 待避線 |
| 4    | 犬山線 | 上行   | 名鐵名古屋、中部國際機場、地下鐵伏見方向 | 本線   |

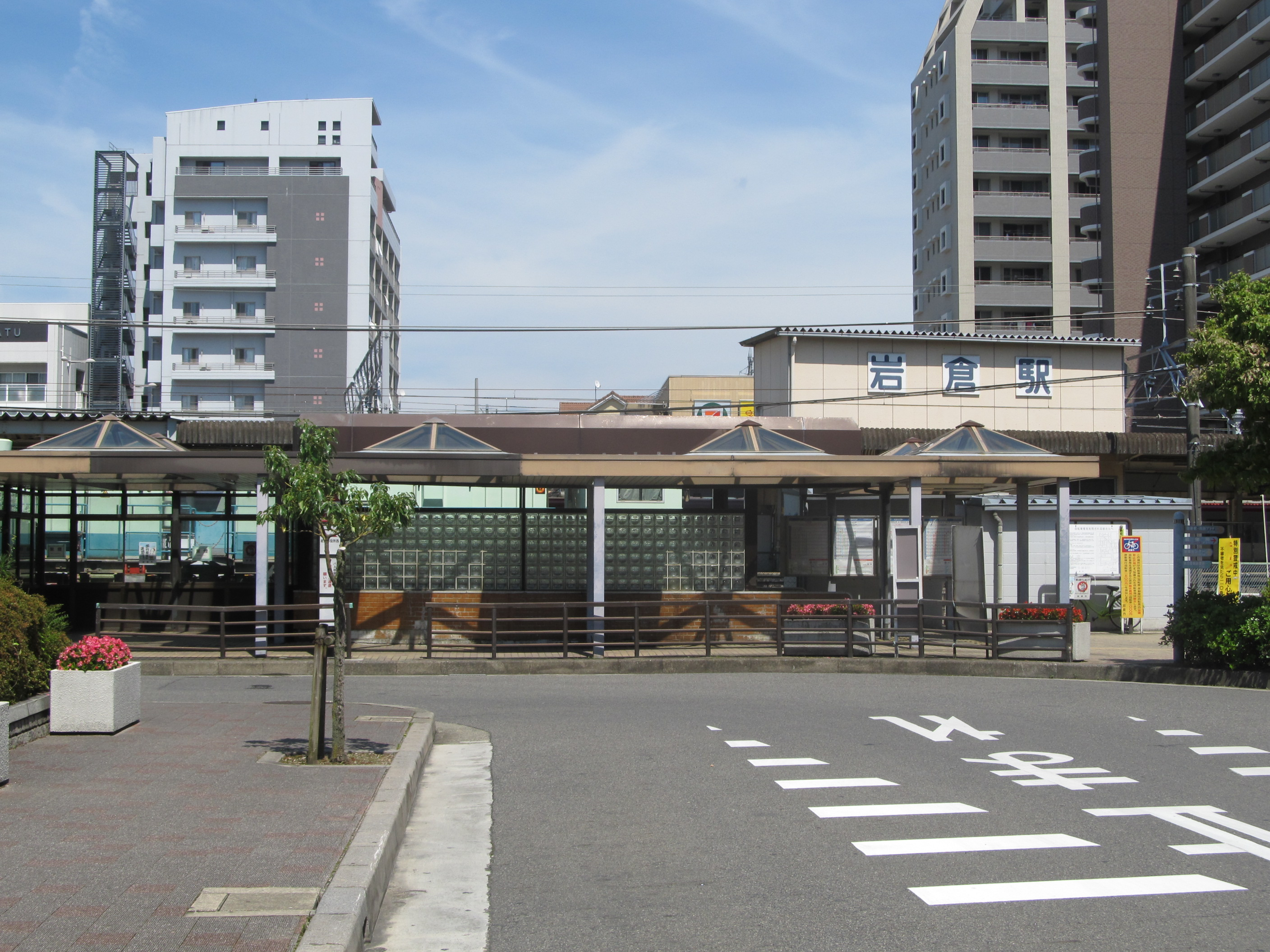
西出口（2018年6月）
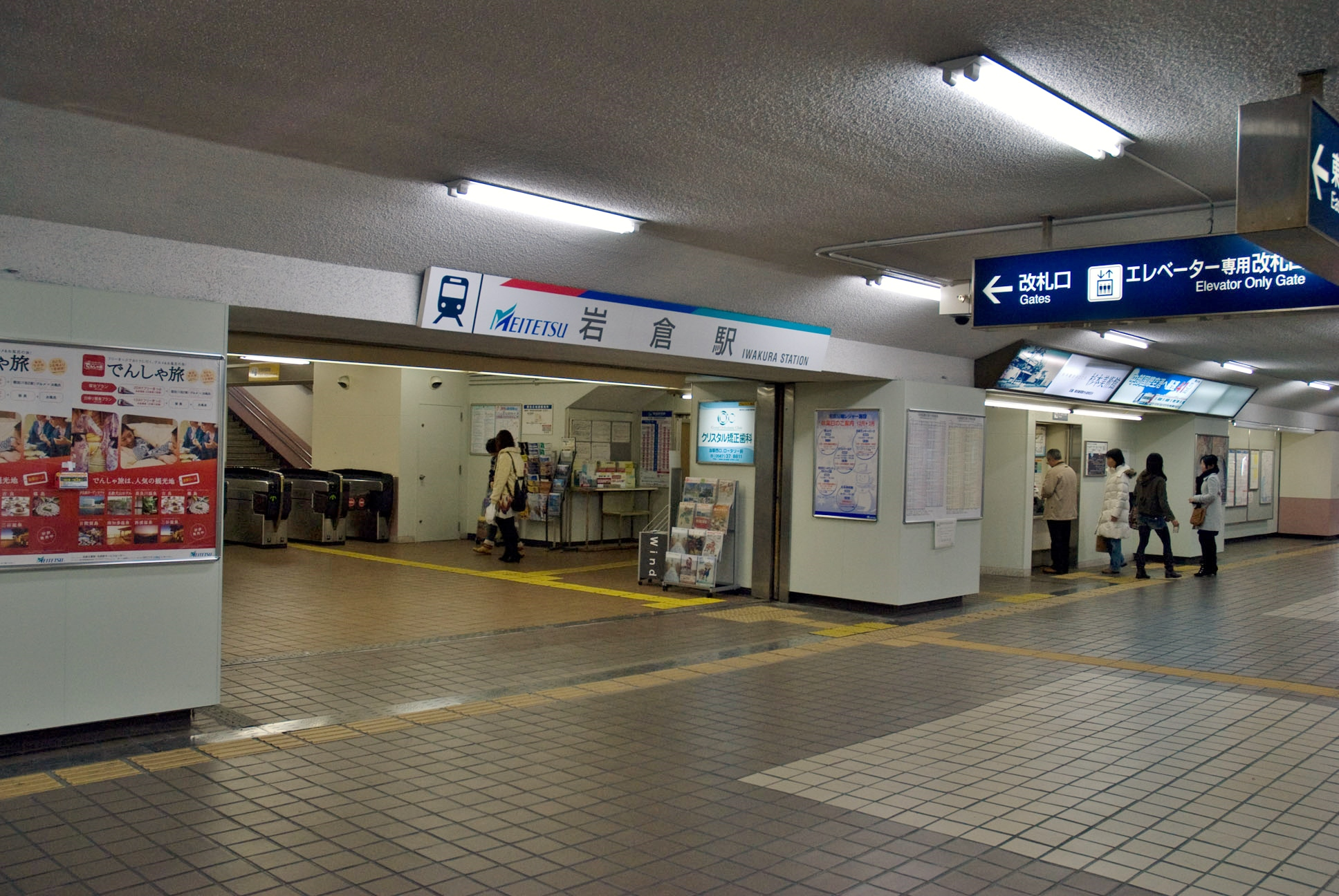
地底的閘口（2009年12月）
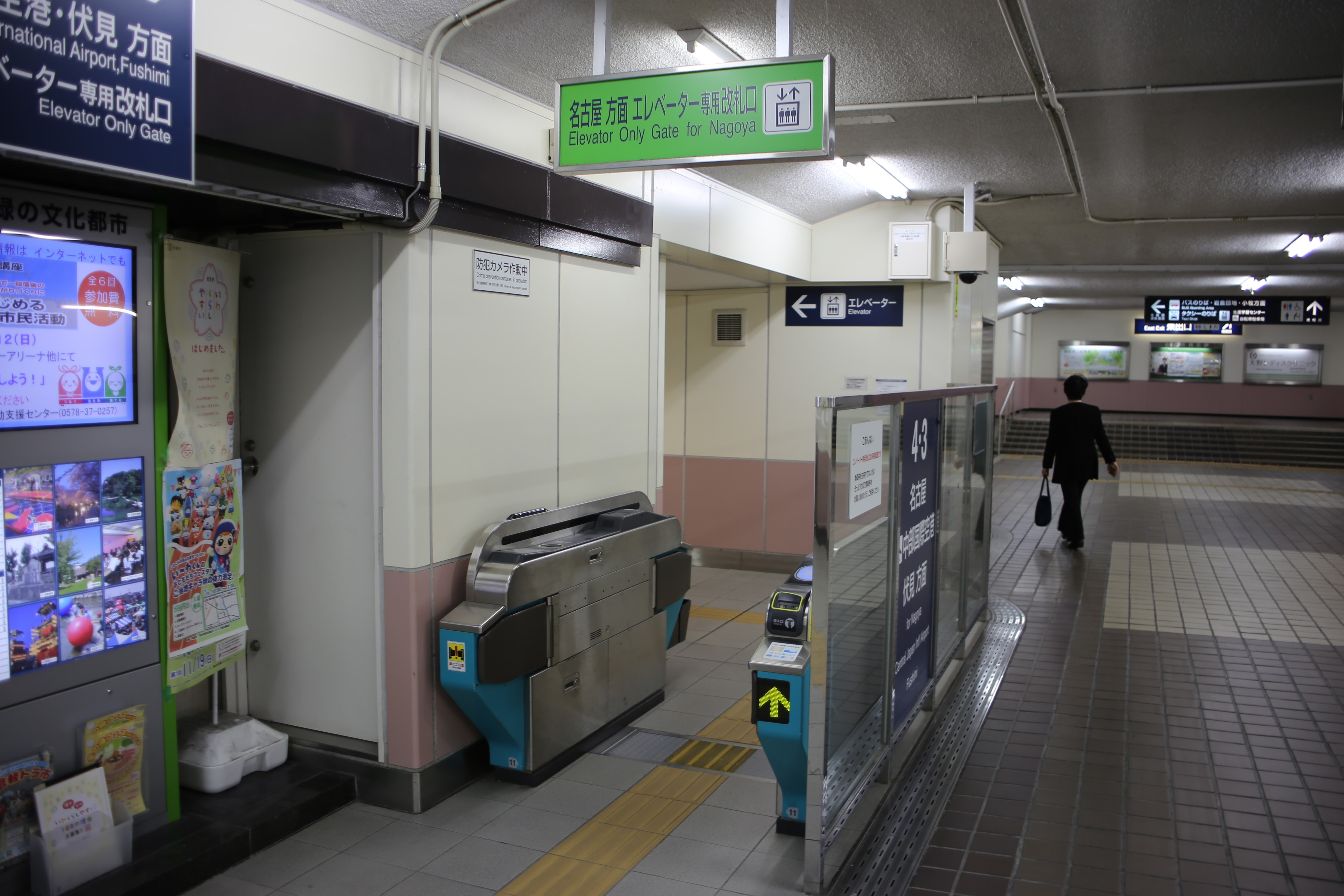
升降機専用閘口（2017年11月）

### 配線圖
| ← 名古屋方向    | 岩倉站 站內配線略圖（現時） | → 犬山方向 |
| 图例 参考文献： |                             |            |

過往的配線（一宮線、岩倉支線分支的時代）
|                 | ↑ 東一宮方向                 |            |
| ← 新名古屋方向  | 岩倉站 站內配線略圖 (1957年) | → 犬山方向 |
|                 | ↓ 小牧方向                   |            |
| 图例 参考文献： |                              |            |

## 時間表
此站設有許多列車在此站折返。包括「普通列車」，毎小時設有2至3班，在平日早上繁忙時間，多數為普通列車。
準急從此站起至新鵜沼站或新可兒站之間各站停車。
在2008年（平成20年）12月27日時間表修正時，在日間部分地下鐵鶴舞線的直通列車會在此站折返。
在早上，設有從此站出發往岐阜的普通列車，以及1班從新鵜沼站出發的急行列車，在此站改變類別為普通列車前往河和（兩班均毎日運行）。此外，在2011年3月修正前，平日早上設有從此站出發前往岐阜的急行列車，以及1班從常滑站出發的急行列車（在神宮前站前為普通列車），在此站改變類別為普通列車前往岐阜。
每年8月10日在岐阜縣各務原市會舉行煙火大會，為了運送觀賞人士。通常於犬山站折返的各務原線定期列車會延長至此站（距離會場最近的車站為犬山遊園站和新鵜沼站）。
主要為普通列車的部分列車會在此站進行乘務員交班。

## 使用狀況
- 在中提及在2013年度，當時1日平均上下車人次為23,764人，在名鐵所有車站（275站）排名第14，犬山線（17站）中排名第2[11]。
- 在中提及在1992年度，當時1日平均上下車人次為32,977人，除岐阜市內線均一車費區間內各站（岐阜市內線、田神線、美濃町線徹明町站至琴塚站之間）外名鐵所有車站（342站）中排名第10，犬山線（17站）中排名第1[12]。
- 在中提及在1981年度，當時1日平均上下車人次為30,757人，為名鐵所有車站中排名第10[13]。
- 根據岩倉市的統計資料，以下為近年1日平均乘車人次和上下車人次的列表：
  - 在年度上下車、乘車人次中，定期票數會除360，定期票外會365（閏年為366），得出平均值。

| 年度               | 1日平均 上下車人次 | 1日平均 乘車人次 |
| ------------------ | ------------------ | ---------------- |
| 1998年（平成10年） | 29,839             | 15,032           |
| 1999年（平成11年） | 29,073             | 14,646           |
| 2000年（平成12年） | 28,077             | 14,152           |
| 2001年（平成13年） | 27,209             | 13,074           |
| 2002年（平成14年） | 26,020             | 13,078           |
| 2003年（平成15年） | 24,431             | 12,260           |
| 2004年（平成16年） | 23,922             | 11,934           |
| 2005年（平成17年） | 24,125             | 12,037           |
| 2006年（平成18年） | 23,866             | 11,891           |
| 2007年（平成19年） | 23,569             | 11,737           |
| 2008年（平成20年） | 23,382             | 11,640           |
| 2009年（平成21年） | 22,895             | 11,426           |
| 2010年（平成22年） | 22,938             | 11,438           |
| 2011年（平成23年） | 23,015             | 11,490           |
| 2012年（平成24年） | 23,348             | 11,689           |
| 2013年（平成25年） | 23,764             | 11,891           |
| 2014年（平成26年） | 23,592             | 11,822           |
| 2015年（平成27年） | 23,983             | 11,999           |
| 2016年（平成28年） | 24,364             | 12,197           |
| 2017年（平成29年） | 24,535             | 12,270           |

此站曾經為犬山線最多乘客使用的車站，現時被江南站追越。

## 車站周邊
在古時，東出口附近為發展中的鬧市，隨後西出口附近建設市政廳，使成為該市的玄關口。

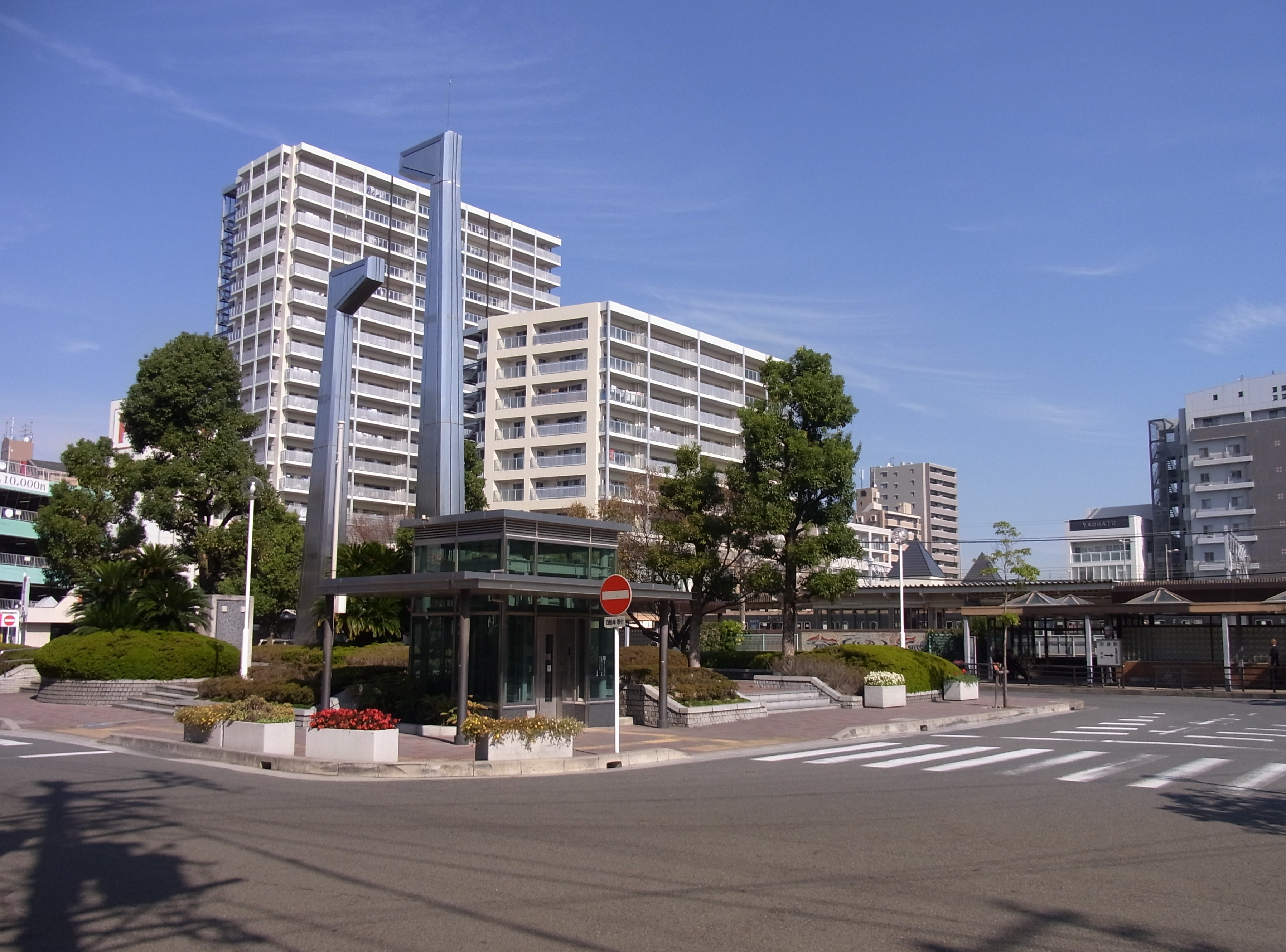
西出口迴旋路（2011年）

在2007年至2009年之間，車站東邊開展再開發工程。在站前廣場北邊建設「Sakurando岩倉」，為一座公寓大廈、生涯學習中心、商業設施、停車場和停泊單車場於一身的綜合大廈。此外，在再開發工程時站前迴旋路與巴士站也改建，使東邊的人流再次增加。相對於西出口站前由於未開展同樣工程，因此開始老化，在西出口較遠處開設有大型商業設施Apita岩倉店。
在車站東邊的連接道路中，再開發工程後已經擴寬和取消單向行駛（一宮春日井線至迴旋路之間）。在車站北邊設有平交道，南邊設有天橋連接東西兩方。

### 車站西邊
- 岩倉市政廳
- 岩倉市圖書館、公民館
- 岩倉郵局（日语：岩倉郵便局）
- 名鐵協商停車場
- Apita岩倉店（日语：アピタ岩倉店）

### 車站東邊
- 下本町商店街 - 連接東出口的商店街，在昭和後半期最鼎盛時期設有設過100間商店，曾經成為岩倉市內最大的鬧市。現時商店已經減半，更在2013年（平成25年）5月「下本町發展會」解散並開始衰退，成為卷閘街[注釋 2][14]。
- Sakurando岩倉（岩倉駅再開發大廈（日语：岩倉駅再開発ビル））
  - 生涯學習中心
  - valor（日语：バロー (チェーンストア)）岩倉店
  - 米乃家岩倉本店、岩倉本店貳之丸
  - 三菱日聯銀行岩倉分店
  - 五條川（日语：五条川） : 「日本櫻花名所100選（日语：日本さくら名所100選）」之一。在毎年4月舉行「岩倉櫻節」。
  - 宮下製作所株式會社（豐田合成（日语：豊田合成））

## 巴士路線
在站前迴旋路中，設有名鐵巴士巴士站與以下路線。

### 東出口
1號月台
- 【61】經岩倉團地、櫻井往小牧站（沿舊岩倉支線的路線）
- 【63】經岩倉團地、小牧市民醫院（日语：小牧市民病院）前往小牧站
- 【65】經八劍、小牧市政廳前往小牧站

2號月台
- 【62】經岩倉團地、櫻井往住友理工（日语：住友理工）前
- 合約巴士：三菱名航（日语：名古屋航空宇宙システム製作所）
- 合約巴士：三菱名誘（日语：三菱重工業名古屋誘導推進システム製作所）
- 【69】經藤島團地、北里市民中心西，往名鐵間内站 2014年8月1日開始運行

### 西出口
- 【50】經印田往尾張一宮站前（沿舊一宮線（日语：名鉄一宮線）的路線。不會進入名鐵一宮站巴士總站（日语：名鉄一宮駅バスターミナル））
- 【51】往印田（一宮營業所（日语：名鉄バス一宮営業所））

## 相鄰車站
名古屋鐵道
  犬山線
□μ-SKY、□快速特急、■特急
（名古屋本線名鐵名古屋（NH36）－）岩倉（IY07）－江南（IY10）
□快速急行、■急行
西春（IY04）－岩倉（IY07）－布袋（IY09）
■準急（此站以北開始各站停車）
西春（IY04）－岩倉（IY07）－石佛（IY08）
■普通
大山寺（IY06）－岩倉（IY07）－石佛（IY08）
在此站與大山寺站之間曾設有稻荷前站，現已廢止。

### 曾經存在的路線
名古屋鐵道
一宮線
岩倉－元小山
小牧線（岩倉支線、廃止）
岩倉－（中市場）－小木
中市場站於1944年暫停服務

## 注腳

## 外部連結
- 岩倉 - 名古屋鐵道